# 大長爪鼠屬
大長爪鼠屬（学名：Kunsia），哺乳綱、囓齒目、倉鼠科的一屬，而與大長爪鼠屬（巴拉圭長爪鼠）同科的動物尚有秘魯鼠屬（秘魯鼠）、墨西哥巨齒鼠屬（墨西哥巨齒鼠）、鱗尾原鼠屬（鱗尾原鼠）、巴拿馬鹿鼠屬（黃鹿鼠）等之數種哺乳動物。

## 下属物种
本属包括以下物种：
- Kunsia fronto (Winge, 1887)
- Kunsia tomentosus (Lichtenstein, 1830)